# Aname aurea
Aname aurea är en spindelart som beskrevs av William Joseph Rainbow och Robert Henry Pulleine 1918. Aname aurea ingår i släktet Aname och familjen Nemesiidae.
Artens utbredningsområde är New South Wales. Inga underarter finns listade i Catalogue of Life.